# Give It Up or Turnit a Loose
Give It Up or Turnit a Loose è un brano musicale funk di James Brown, composto da Charles Bobbit. Pubblicato come singolo nel 1969, il brano raggiunse la vetta della classifica R&B e la posizione numero 15 della Billboard Hot 100 negli Stati Uniti.

## Descrizione
Originariamente Give It Up or Turnit a Loose apparve come pezzo strumentale nell'album Ain't It Funky (1970), con la traccia vocale di Brown rimossa e delle parti di chitarra aggiuntive sovraincise, mentre la versione cantata fu inclusa in Soul Classics (1972).

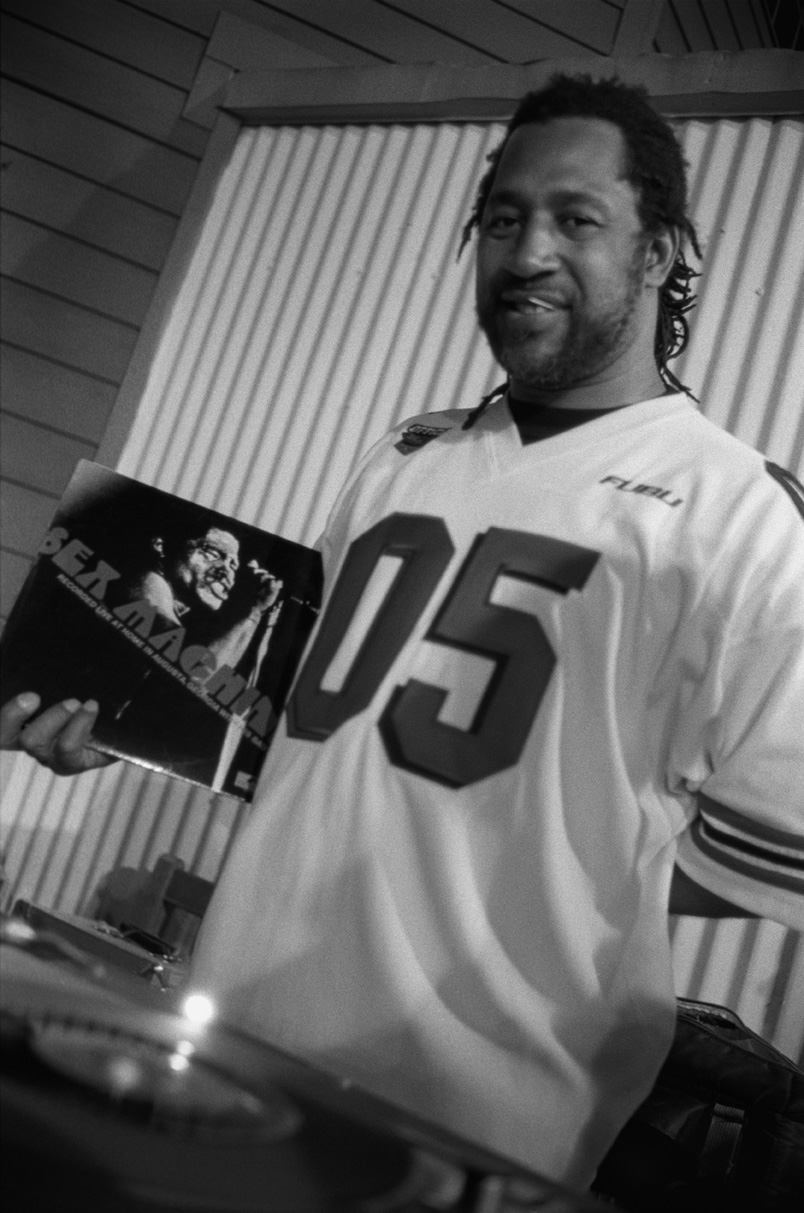
DJ Kool Herc nel 1999 con in mano una copia dell'album Sex Machine di James Brown

Brown ri-registrò Give It Up or Turnit a Loose con la band d'accompagnamento The J.B.'s per il suo doppio album del 1970 Sex Machine. Lunga oltre cinque minuti, questa incisione utilizza un arrangiamento strumentale sostanzialmente differente, con l'aggiunta di un riff d'organo elettronico e una linea di basso, oltre a un testo diverso. Questa versione include Clyde Stubblefield alla batteria e alle conga. Un remix di questa versione ad opera di Tim Rogers appare nella compilation In the Jungle Groove del 1986. La versione remixata è stata oggetto di ampio campionamento da parte dei musicisti rap. Una versione dal vivo della canzone è stata inclusa nell'album Live at Chastain Park (1988).
Nel 1974 la canzone venne incisa da Lyn Collins, con la produzione di Brown.
Dick Hyman registrò una versione al sintetizzatore di Give It Up or Turnit a Loose nel suo album The Age of Electronicus del 1969.

## Classifiche
| Classifica (1969)                | Posizione |
| -------------------------------- | --------- |
| U.S. Billboard Hot 100           | 15        |
| U.S. Billboard Hot Black Singles | 1         |

## Formazione
Versione 1969
- James Brown - voce solista
- James Brown Orchestra:
  - Waymon Reed – tromba
  - Richard "Kush" Griffith – tromba
  - Fred Wesley – trombone
  - Alfred "Pee Wee" Ellis – sax contralto
  - Maceo Parker – sax tenore
  - St. Clair Pinckney – sax baritono
  - Jimmy Nolen – chitarra
  - Alphonso "Country" Kellum – chitarra
  - Charles Sherrell – basso
  - Nate Jones – batteria[5]